# Supersnazz (groupe)
Pour les articles homonymes, voir Supersnazz.
Supersnazz est un groupe de Rock alternatif japonais créé en 1990, à l'origine entièrement féminin, qui mélange des influences punk rock, garage et indie. Son nom s'inspire de celui du second album des Flamin' Groovies. Le groupe intègre des membres masculins à partir de 1997: d'abord un batteur, puis un guitariste, et par la suite un autre batteur cette fois occidental. 

## Membres
- Spike : chant
- Tomoko : basse
- Marki : guitare
- Greg : batterie

Ex-membres
- Skinnie Minnie : batterie (1990-1994)
- Hisayo : batterie (1994-1997)
- Shoe : batterie (1997-?)
- Kanako : guitare (1990-2001)

## Discographie

### Albums
- Superstupid (1993, label Sub Pop)[1]
- Devil Youth Blues (1997)
- Diode City (1998, label Sympathy For The Record Industry)[2]
- The Barbarockets (1999)
- Rock-O-Matic (2001)[2]
- Invisible Party (2003)
- Sweat Box (2006)
- Get Down (2008)

### Singles
- Wanna Be Your Love / Boss Hoss / The Witch  (The Sonics cover EP)
- Uncle Wiggly / Let It Up
- It's Alright / Our Favorite Thing
- I Gotta Go Now / Am A Cliche

## Participations

### Compilations
- Alright, This Time Just The Girls (Sympathy For The Record Industry, 1999, (ASIN B00000IJOF))
- The Tokyo trashville ! (Au-Go-Go Records, 1997, (ASIN B0000015D5))
- MARCHING PUFFY (en:Puffy AmiYumi, 2003, (ASIN B0000E6YXT))

### Mix CD
- Past The Barber and Gymnasium
- I'm a Wound and a Sword, A Victim and an Executioner
- Dub Club Matt Auxilliary: KITTY!!!
- Love & Hate in Water Colors
- And A Bumper Sticker That Says "No Other Possibility"